# Sztárban sztár
A Sztárban sztár a TV2 zenés show-műsora, melyben hazai könnyűzenei előadók nemzetközi, illetve hazai előadókká, zenészekké átalakulva, azok dalait adják elő élő adásban. Profi sminkesek, maszkmesterek, fodrászok és stylistok segítenek nekik abban, hogy külsőleg megtévesztésig hasonlítsanak az eredeti sztárra. A versenyzők a megformálandó személy hangját imitálva énekelnek, valamint a sztárok mozgásait, tánclépeseit és gesztusait is megpróbálják levenni.
A műsor győztese a „Magyarország legsokoldalúbb előadója” címet nyeri el.

## Története
Az RTL 2013 nyarán jelentette be, hogy 2014 elején elindítja a Your Face Sounds Familiar magyar változatát, melyben hazai énekesek adnak elő zenei legendák dalait. A műsor 2011-ben mutatkozott be Spanyolországban, ahol eddig 12 szezon került képernyőre. A formátum annyira sikeres, hogy azóta további 38 ország vette meg a sugárzási jogokat, többek közt a brit ITV is. Az Egyesült Államokban pedig az ABC csatorna Sing Your Face Off címmel vetítette. Annak ellenére, hogy itthon a sugárzási jogokat az RTL szerezte meg, a TV2 megelőzte őket és 2013 őszén elindította a nagyon hasonló Sztárban sztár-t.
Ezután az RTL úgy döntött, hogy mégsem indulnak el a megvásárolt eredeti formátummal, hiszen a nézőket így már nem érdekelné annyira a műsor, ráadásul azt a látszatot kelhették volna, hogy a TV2 show-ját koppintották le, amit pedig igyekeztek elkerülni.
Az eredeti formátum kidolgozója és forgalmazója, az Endemol később megkereste a TV2-t, majd megállapodott a csatornával, hogy felveszi a Sztárban sztár-t a Your Face Sounds Familiar-család tagjai közé, egyfajta variánsként. Ezért, a második évadtól kezdődően, a stáblista után megjelenik az Endemol logója a képernyőn, mint a műsor forgalmazója.
2024 októberében az évek óta futó revüműsor miatt állampolgári bejelentés érkezett a Nemzeti Média- és Hírközlési Hatósághoz. Az LMBTQ közösség láthatóságát gátolni szándékozó, 2021-ben hatályba lépett propagandatörvény ellenére hetente öltöznek közismert énekesek, színészek és egyéb médiaszemélyiségek a nemi identitásukkal ellentétes nem ruháiba.

## A műsorról
A Sztárban sztár részben eltér a eredeti formátumtól, a két műsor menete nagyban különbözik. Míg a Your Face Sounds Familiar-ban nincs kiesés és csak 6 szereplő van, addig a TV2-es változatban 12 előadó verseng a továbbjutásért, és minden héten távozik egy énekes a műsorból. Az ötödik és a hatodik évad első adásában nem volt kiesés.
A versenyzők sorrendjének megállapítása a zsűri és nézők által leadott szavazatszámok összesítése után alakul ki. A szereplőket az első nyolc évadban 4 tagból álló zsűri pontozta, míg a kilencedik évadban egy 5 tagból álló zsűri pontozta a produkciókat. Egy zsűritag 1 és 10 pont között értékel, tehát egy produkcióra a zsűri az első nyolc évadban maximálisan összesen 40 pontot adhatott, a kilencedik évadban egy produkcióra az ítészek maximálisan 50 pontot adhattak. Amennyiben a versenyző több produkciót is előad egy adás alatt, akkor a zsűritagok minden produkciót külön pontoznak, és ennek eredményeként alakul ki a zsűri által adott (összesített) pontszám a vonatkozó adásban. Amennyiben a zsűri pontozása alapján két énekesnél azonos helyezés alakul ki, akkor ez a két versenyző osztozik az adott helyezésen. Többszörös holtversenyben ugyanezek a szabályok érvényesek. A döntőben a zsűri nem ad pontokat, kizárólag a nézői szavazatok számítanak. Az ötödik évad első adásában hárman értékelték a produkciókat és nem pontoztak. A hetedik évadban minden adásban (a döntő kivételével) a versenyprodukciók előadása után a zsűri tagjai adhattak plusz 1 pontot egy-egy versenyzőnek.
Az adások végén a műsorvezető közli az énekesekkel a következő heti feladatokat. Valójában azt, hogy melyik előadót alakítják a versenyzők, a műsor producerei és szerkesztői döntik el. Érdekesség, hogy a harmadik évad hetedik adásában került sor először arra, hogy a versenyzők maguk választották ki a megformálandó énekest. A negyedik évad hetedik adásában a négy zsűritagtól és a műsorvezetőtől kapták az egyik feladatot. Az ötödik évadban az elődöntőbe jutott versenyzők három előadó közül választhatták ki a második megformálandó sztárt. A hatodik évad első adása előtt a nézők a TV2 Live-on szavazhattak arról, hogy ki legyen Tina Turner. A hatodik évad minden adásában a heti győztes az adás végén maga választhatta ki három előadó közül, hogy kinek a bőrébe szeretne bújni, a többiek feladatait a műsor producerei és szerkesztői választották, melyeket a műsorvezető ismertetett velük. A hatodik évadban a nyolcadik adás győztese három előadó közül választhatta ki mindkét feladatát az elődöntőre, a többieknek mindkét produkcióját a műsor producerei és szerkesztői választották.
Az első két évadban a nézők SMS-ben szavazhattak, azonban a harmadik szériától kezdve a TV2 Live mobilapplikáción keresztül adhatják le voksaikat az énekesekre. A hatodik évadban a nézők is 1-től 10-ig pontozhatták a produkciókat. A hetedik évad döntőjében a produkciók utáni szimpátia-szavazáson és a mindent eldöntő utolsó körös szavazáson SMS-ben is szavazhattak a nézők, egy SMS-szavazat az applikáción leadott szavazatok 10-szeresét jelentette.
A nyolcadik évadban a TV2 Live applikáció mellett emelt díjas telefonhívással is lehetett szavazni a szavazási etapok teljes ideje alatt, egy emelt díjas telefonhívás az applikáción leadott szavazatok 3-szorosát jelentette.
A kilencedik évadban egy emelt díjas telefonhívás 5 applikációs szavazattal volt egyenértékű, továbbá a három legkevesebb összesített szavazatot kapott versenyző közül egyet megmenthetett a zsűri, míg a másik két versenyző sorsáról a közönség dönthetett egy, a Sztárban sztár leszek!-ből ismert kétperces villámszavazáson. Továbbá az 5. adásban két versenyző esett ki: az első szavazási etap lezárása után a legkevesebb szavazatot kapott versenyző búcsúzott, míg a második körben az utolsó három helyen álló versenyzők közül egyet a zsűri mentett meg, majd a kétperces villámszavazáson kevesebb voksot kapott versenyző volt az adás második kiesője.
Az első két évad 8, a harmadik, a negyedik, az ötödik és a hatodik széria 10, a hetedik évad 11, a nyolcadik évad 9 adásból állt. Az utolsó hétre öt/négy előadó marad versenyben, közülük kerül ki a végső győztes, aki egy külföldi utazást nyer, valamint egy meghatározott pénzösszeget ajánlhat fel jótékonysági célra. A hetedik évadban az utolsó hétre 3 versenyző maradt.
Érdekesség, hogy a dalok rövidítve, két és fél perces verzióban csendülnek fel, továbbá az adásokat élőben feliratozzák.
A műsor koreográfusa az első négy évadban Túri Lajos Péter, az ötödik, a hetedik és a nyolcadik évadban Szabó Anikó volt; énektanára az első három évadban Lajtai Kati, a negyedik évadban Sárközy Fanny, az ötödik évadban Balássy Betty volt; míg maszkmesterei Rausch Bernadett és Volentics Ádám voltak. Az online interjúkat az énekesekkel a harmadiktól az ötödik évadig Jabin Péter készítette. A hatodik évadban visszatért Túri Lali koreográfus és Lajtai Kati énektanár is a műsorba, utóbbi a hetedik és a nyolcadik évadban is részt vett. A teljes stylingért (műsorvezető, zsűri, előadók és táncosok) ruháiért és jelmezeiért is Holdampf Linda stylist felelt. Az online műsorvezető pedig az ötödik évad egyik versenyzője, Singh Viki lett. A hetedik évadban az online műsorvezető Kadlecsek Krisztián, a nyolcadik évadban Budavári Fülöp, a kilencedikben pedig Vavra Bence és Nagy Réka voltak. A tizedikben Szabó Zsófi volt.

## Évadok
| Évad                          | Adások száma | Premier              | Finálé             | Győztes         | Második helyezett   | Harmadik helyezett | Műsorvezető        | Zsűri         | Zsűri             | Zsűri           | Zsűri         | Zsűri               | Online riporter       |
| ----------------------------- | ------------ | -------------------- | ------------------ | --------------- | ------------------- | ------------------ | ------------------ | ------------- | ----------------- | --------------- | ------------- | ------------------- | --------------------- |
| Első évad                     | 9            | 2013. október 11.    | 2013. december 6.  | Bereczki Zoltán | Szandi              | Nótár Mary         | Friderikusz Sándor | Hajós András  | Liptai Claudia    | Lakatos Márk    | Majka         |                     |                       |
| Második évad                  | 8            | 2014. szeptember 7.  | 2014. október 26.  | Pál Dénes       | Hevesi Tamás        | Tóth Vera          | Till Attila        | Hajós András  | Liptai Claudia    | Bereczki Zoltán | Majka         |                     |                       |
| Harmadik évad                 | 10           | 2015. szeptember 27. | 2015. november 29. | Gáspár Laci     | Peter Šrámek        | Tóth Gabi          | Till Attila        | Havas Henrik  | Liptai Claudia    | Bereczki Zoltán | Majka         | Jabin Peti          |                       |
| Negyedik évad                 | 10           | 2016. szeptember 11. | 2016. november 13. | Veréb Tamás     | Kocsis Tibor        | Nagy Adri          | Till Attila        | Hajós András  | Liptai Claudia    | Bereczki Zoltán | Majka         | Jabin Peti          |                       |
| Ötödik évad                   | 10           | 2017. szeptember 10. | 2017. november 12. | Horváth Tamás   | Király Viktor       | Pápai Joci         | Till Attila        | Papp Szabolcs | Liptai Claudia    | Stohl András    | Majka         | Jabin Peti          |                       |
| Hatodik évad                  | 10           | 2018. október 14.    | 2018. december 16. | Freddie         | Sári Évi            | Völgyesi Gabi      | Till Attila        | Papp Szabolcs | Liptai Claudia    | Stohl András    | Majka         | Singh Viki          |                       |
| Hetedik évad                  | 11           | 2020. augusztus 30.  | 2020. november 8.  | Szabó Ádám      | Tóth Andi           | Vastag Csaba       | Till Attila        | Papp Szabolcs | Köllő Babett      | Bereczki Zoltán | Kökény Attila | Kadlecsek Krisztián |                       |
| Nyolcadik évad                | 9            | 2022. február 6.     | 2022. április 2.   | Vavra Bence     | Marics Peti         | Szekeres Adrien    | Till Attila        | Papp Szabolcs | Lékai-Kiss Ramóna | Makranczi Zalán | Kökény Attila | Budavári Fülöp      |                       |
| Kilencedik évad               | 8            | 2023. február 19.    | 2023. április 9.   | Gubik Petra     | Schoblocher Barbara | Oláh Ibolya        | Till Attila        | Papp Szabolcs | Lékai-Kiss Ramóna | Tóth Andi       | Kökény Attila | Marics Peti         | Nagy Réka Vavra Bence |
| Tizedik évad (All Stars)      | 9            | 2024. szeptember 7.  | 2024. október 19.  | Peter Šrámek    | Gubik Petra         | Oláh Gergő         | Till Attila        | Hajós András  | Lékai-Kiss Ramóna | Liptai Claudia  | Stohl András  |                     | Szabó Zsófi           |
| Tizenegyedik évad (All Stars) |              | 2025. szeptember 7.  |                    |                 |                     |                    | Till Attila        | Hajós András  | Lékai-Kiss Ramóna | Liptai Claudia  | Stohl András  |                     | Balogh Eleni          |

A TV2 az első évadra műsorvezetőnek Friderikusz Sándort kérte fel. „Újabb kihívásként és megtiszteltetésként értékelem, hogy rám bízta a TV2 a műsorvezetést a Sztárban sztár című szórakoztató műsorában.” – nyilatkozta a műsor első vezetője. A zsűri tagjai az első évadban Liptai Claudia, Hajós András, Lakatos Márk és Majoros Péter „Majka” voltak. Az első évadot Bereczki Zoltán nyerte, aki a nyereményösszeget felajánlotta a Dévény Anna Alapítvány javára, akik sokat segítettek neki abban, amikor a kislánya lábával volt egy kis baj.
2014 januárjában bejelentették, hogy elindul a műsor második évada. Friderikusz Sándor egy 2014. június 24-i interjúban azt nyilatkozta, hogy a második évad műsorvezetését már nem vállalja. A második évad műsorvezetője Till Attila, aki azóta minden évadban ellátja ezt a feladatot. A zsűriben is változás történt: Lakatos Márk a második szériában már nem volt zsűritag. Helyét a Sztárban sztár első szériájának győztese, Bereczki Zoltán vette át. 2014-ben „Magyarország legsokoldalúbb előadója” Pál Dénes lett, aki a nyertesnek járó kétmillió forintot az SOS Gyermekfalunak ajánlotta fel.
2015 őszén elindult a műsor harmadik évada. A zsűri ebben az évben is változott: Hajós András a harmadik szériában már nem volt zsűritag. Helyét Havas Henrik vette át. A harmadik szériát Gáspár Laci nyerte, aki az egymilliós nyereményösszeget az Együtt a Daganatos Gyermekekért Alapítványnak ajánlotta fel.
2016. május 10-én a TV2-csoport bejelentette, hogy ősszel képernyőre kerül a műsor negyedik évada. A negyedik évadban Havas Henrik helyett ismét Hajós András foglalt helyet a zsűriben. Liptai Claudia terhessége miatt az ötödik adás után elköszönt a műsortól, helyét Ábel Anita vette át. A negyedik évad győztese Veréb Tamás lett, aki az egymilliós nyereményösszeget a KézenFogva Alapítvány javára ajánlotta fel.
2017 augusztusában a csatorna bejelentette, hogy ősszel elindul a műsor ötödik évada. Az évadban Bereczki Zoltán és Hajós András már nem voltak zsűritagok. Helyüket Papp Szabolcs és Stohl András vették át. A szériát Horváth Tamás nyerte, aki az egymillió forintot a Heim Pál Gyermekkórház Fejlesztéséért Alapítványnak ajánlotta fel.
2018. augusztus 13-án a TV2 bejelentette, hogy műsorra tűzi a hatodik évadot. Ez azért volt meglepetés, mert egyes források szerint a Sztárban sztár helyére érkezett volna a csatorna új show-műsora, a Csak show és más semmi!, de így mindkét műsor elindult. A hatodik évadban először nem történt változás a zsűriben. Az évad nyertese Freddie lett, az egymillió forintos nyereményösszeget a szegedi Gyógyító Angyal Alapítvány javára ajánlotta fel.
2020. májusában Fischer Gábor, a TV2 Csoport programigazgatója bejelentette, hogy egy év szünet után visszatér a Sztárban sztár a hetedik évaddal. Ugyanis a Sztárban sztár leszek! második évada a koronavírus-járvány miatt 2020-ban elmaradt. Liptai Claudia, Majka és Stohl András nem voltak benne a zsűriben. Egyedül Papp Szabolcs maradt az előző évadból. Mellé érkezett Köllő Babett, Kökény Attila és visszatért a zsűribe Bereczki Zoltán.
2021. november 2-án Fischer Gábor a Big Picture konferencián bejelentette, hogy 2022 tavaszán elindul a műsor nyolcadik évada. A zsűriben Bereczki Zoltán és Köllő Babett már nem volt benne. Papp Szabolcs és Kökény Attila maradt az előző évadból, előbbinek a negyedik, utóbbinak a második évada volt ebben a pozícióban. Melléjük érkezett Kiss Ramóna és Makranczi Zalán. A nyolcadik évad döntője 2022. április 2-án, szombaton került képernyőre a 2022-es magyarországi országgyűlési választás miatt. A nyolcadik évadának győztese Vavra Bence lett.
2022. október 20-án Fischer Gábor, a TV2 Csoport programigazgatója a Big Picture szakmai konferencián bejelentette, hogy 2023 tavaszán képernyőre kerül a műsor kilencedik évada. A zsűriben Makranczi Zalán már nem volt benne. Kiss Ramóna, Papp Szabolcs és Kökény Attila maradt az előző évadból, Lékai-Kiss Ramóna második, Kökény Attila harmadik, Papp Szabolcs pedig ötödik alkalommal látta el ezt a pozíciót. Melléjük érkezett Tóth Andi és Marics Péter. Ezzel az összes Sztárban sztár történetében először volt ötfős zsűri. A döntőre 2023. április 9-én, húsvétvasárnap került sor. Az évad győztese Gubik Petra lett, aki az eredeti Sztárban sztár történetében első nőként nyerte el a „Magyarország legsokoldalúbb előadója” címet. Emellett a második helyezett Schoblocher Barbara, a harmadik helyezett pedig Oláh Ibolya lett, így először fordult elő, hogy női versenyzők végeztek minden dobogós helyen.
2024. március 30-án Fischer Gábor, a TV2 Csoport vezérigazgatója bejelentette, hogy az év őszén indul a Sztárban sztár All Stars, amelynek győztese lett Peter Šrámek. Lékai-Kiss Ramónán kívül mindenki kicserélődött a zsűriben. Több év után visszatért Liptai Claudia, Hajós András és Stohl András a zsűribe.
2025. június 20-án Fischer Gábor az Indexnek elmondta, hogy idén visszatér a műsor, ráadásul újra All Stars évaddal.

## Idővonal
– Zsűritag vagy műsorvezető

     – Versenyzőként szerepelt az adott évadban
| Név                | Évadok | Évadok | Évadok | Évadok | Évadok | Évadok | Évadok | Évadok | Évadok | Évadok | Évadok |
| Név                | 1      | 2      | 3      | 4      | 5      | 6      | 7      | 8      | 9      | 10     | 11     |
| Zsűri              | Zsűri  | Zsűri  | Zsűri  | Zsűri  | Zsűri  | Zsűri  | Zsűri  | Zsűri  | Zsűri  | Zsűri  | Zsűri  |
| ------------------ | ------ | ------ | ------ | ------ | ------ | ------ | ------ | ------ | ------ | ------ | ------ |
| Lékai-Kiss Ramóna  |        |        |        |        |        |        |        |        |        |        |        |
| Stohl András       |        |        |        |        |        |        |        |        |        |        |        |
| Liptai Claudia     |        |        |        |        |        |        |        |        |        |        |        |
| Hajós András       |        |        |        |        |        |        |        |        |        |        |        |
| Papp Szabolcs      |        |        |        |        |        |        |        |        |        |        |        |
| Kökény Attila      |        |        |        |        |        |        |        |        |        |        |        |
| Marics Peti        |        |        |        |        |        |        |        |        |        |        |        |
| Tóth Andi          |        |        |        |        |        |        |        |        |        |        |        |
| Makranczi Zalán    |        |        |        |        |        |        |        |        |        |        |        |
| Köllő Babett       |        |        |        |        |        |        |        |        |        |        |        |
| Bereczki Zoltán    |        |        |        |        |        |        |        |        |        |        |        |
| Majka              |        |        |        |        |        |        |        |        |        |        |        |
| Ábel Anita         |        |        |        |        |        |        |        |        |        |        |        |
| Havas Henrik       |        |        |        |        |        |        |        |        |        |        |        |
| Lakatos Márk       |        |        |        |        |        |        |        |        |        |        |        |
| Műsorvezető        |        |        |        |        |        |        |        |        |        |        |        |
| Till Attila        |        |        |        |        |        |        |        |        |        |        |        |
| Friderikusz Sándor |        |        |        |        |        |        |        |        |        |        |        |

## Versenyzők
| Hely | Évad                | Évad             | Évad                     | Évad                 | Évad            | Évad                   | Évad                | Évad            | Évad                |
| Hely | Első                | Második          | Harmadik                 | Negyedik             | Ötödik          | Hatodik                | Hetedik             | Nyolcadik       | Kilencedik          |
| ---- | ------------------- | ---------------- | ------------------------ | -------------------- | --------------- | ---------------------- | ------------------- | --------------- | ------------------- |
| 1.   | Bereczki Zoltán     | Pál Dénes        | Gáspár Laci              | Veréb Tamás          | Horváth Tamás   | Freddie                | Szabó Ádám          | Vavra Bence     | Gubik Petra         |
| 2.   | Szandi              | Hevesi Tamás     | Peter Šrámek             | Kocsis Tibor         | Király Viktor   | Sári Évi               | Tóth Andi           | Marics Peti     | Schoblocher Barbara |
| 3.   | Nótár Mary          | Tóth Vera        | Tóth Gabi                | Nagy Adri            | Pápai Joci      | Völgyesi Gabi          | Vastag Csaba        | Szekeres Adrien | Oláh Ibolya         |
| 4.   | Varga Viktor        | Kökény Attila    | Csobot Adél              | Muri Enikő           | Janicsák Veca   | Tolvai Renáta          | Curtis              | Ember Márk      | Valkusz Milán       |
| 5.   | Heincz Gábor „Biga” | Vastag Tamás     | Wolf Kati                | Polyák Lilla         | Berkes Olivér   | Gesztesi Károly        | Horváth Boldi       | Stohl András    | Trap kapitány       |
| 6.   | Szinetár Dóra       | Keresztes Ildikó | Rácz Gergő               | Vásáry André         | Ekanem Bálint   | Kállay-Saunders András | Miss Mood           | Péterffy Lili   | Sipos Tamás         |
| 7.   | Feke Pál            | Sipos Péter      | Varga Győző              | Radics Gigi          | Oláh Gergő      | Pintér Tibor           | Opitz Barbi         | Zámbó Krisztián | Kiss Ernő Zsolt     |
| 8.   | Nika                | Dukai Regina     | Baby Gabi                | Kozma Orsi           | Kollányi Zsuzsi | Hien                   | Pély Barna          | Dallos Bogi     | Kamarás Iván        |
| 9.   | Puskás Péter        | Pásztor Anna     | Csonka András            | Homonnay Zsolt       | Singh Viki      | Burai Krisztián        | Molnár Tamás        | Emilio          | Judy                |
| 10.  | Soma                | Koós Réka        | Nyári Aliz és Nyári Edit | Király Linda         | Cserpes Laura   | Torres Dániel          | Péter Szabó Szilvia | Orsovai Reni    | Nemazalány          |
| 11.  | Dér Heni            | Nagy Sándor      | Bebe                     | Kefir                | Csézy           | Szőcs Renáta           | Pálmai Anna         | Palya Bea       | Tarján Zsófia       |
| 12.  | Delhusa Gjon        | Völgyi Zsuzsi    | Janza Kata               | Mészáros Árpád Zsolt | Détár Enikő     | Odett                  | Fésűs Nelly         | Galambos Dorina | Zdroba Patrik       |

### All Stars évadok
| Hely   | Évad | Évad |
| Hely   | Tizedik | Tizenegyedik |
| ------ | --- | --- |
| 1.     | Peter Šrámek | Szereplők: - Nemazalány - Galambos Dorina - Janicsák Veca - Király Viktor - Horváth Tamás - Muri Enikő - Kállay-Saunders András - Kocsis Tibor - Völgyi Zsuzsi - Kozma Orsi - Nótár Mary - Vastag Csaba - Varga Viktor - Veréb Tamás - Mészáros Árpád Zsolt - Vásáry André - Pintér Tibor - Nagy Adri - Vavra Bence - Szandi - Péterffy Lili - Freddie - Wolf Kati - Dér Heni |
| 2.     | Gubik Petra | Szereplők: - Nemazalány - Galambos Dorina - Janicsák Veca - Király Viktor - Horváth Tamás - Muri Enikő - Kállay-Saunders András - Kocsis Tibor - Völgyi Zsuzsi - Kozma Orsi - Nótár Mary - Vastag Csaba - Varga Viktor - Veréb Tamás - Mészáros Árpád Zsolt - Vásáry André - Pintér Tibor - Nagy Adri - Vavra Bence - Szandi - Péterffy Lili - Freddie - Wolf Kati - Dér Heni |
| 3.     | Oláh Gergő | Szereplők: - Nemazalány - Galambos Dorina - Janicsák Veca - Király Viktor - Horváth Tamás - Muri Enikő - Kállay-Saunders András - Kocsis Tibor - Völgyi Zsuzsi - Kozma Orsi - Nótár Mary - Vastag Csaba - Varga Viktor - Veréb Tamás - Mészáros Árpád Zsolt - Vásáry André - Pintér Tibor - Nagy Adri - Vavra Bence - Szandi - Péterffy Lili - Freddie - Wolf Kati - Dér Heni |
| 4.     | Puskás Péter | Szereplők: - Nemazalány - Galambos Dorina - Janicsák Veca - Király Viktor - Horváth Tamás - Muri Enikő - Kállay-Saunders András - Kocsis Tibor - Völgyi Zsuzsi - Kozma Orsi - Nótár Mary - Vastag Csaba - Varga Viktor - Veréb Tamás - Mészáros Árpád Zsolt - Vásáry André - Pintér Tibor - Nagy Adri - Vavra Bence - Szandi - Péterffy Lili - Freddie - Wolf Kati - Dér Heni |
| 5.     | Oláh Ibolya Tóth Gabi                                                                                            | Szereplők: - Nemazalány - Galambos Dorina - Janicsák Veca - Király Viktor - Horváth Tamás - Muri Enikő - Kállay-Saunders András - Kocsis Tibor - Völgyi Zsuzsi - Kozma Orsi - Nótár Mary - Vastag Csaba - Varga Viktor - Veréb Tamás - Mészáros Árpád Zsolt - Vásáry André - Pintér Tibor - Nagy Adri - Vavra Bence - Szandi - Péterffy Lili - Freddie - Wolf Kati - Dér Heni |
| 6.     | Oláh Ibolya Tóth Gabi                                                                                            | Szereplők: - Nemazalány - Galambos Dorina - Janicsák Veca - Király Viktor - Horváth Tamás - Muri Enikő - Kállay-Saunders András - Kocsis Tibor - Völgyi Zsuzsi - Kozma Orsi - Nótár Mary - Vastag Csaba - Varga Viktor - Veréb Tamás - Mészáros Árpád Zsolt - Vásáry André - Pintér Tibor - Nagy Adri - Vavra Bence - Szandi - Péterffy Lili - Freddie - Wolf Kati - Dér Heni |
| 7.     | Sipos Tamás Szabó Ádám                                                                                           | Szereplők: - Nemazalány - Galambos Dorina - Janicsák Veca - Király Viktor - Horváth Tamás - Muri Enikő - Kállay-Saunders András - Kocsis Tibor - Völgyi Zsuzsi - Kozma Orsi - Nótár Mary - Vastag Csaba - Varga Viktor - Veréb Tamás - Mészáros Árpád Zsolt - Vásáry André - Pintér Tibor - Nagy Adri - Vavra Bence - Szandi - Péterffy Lili - Freddie - Wolf Kati - Dér Heni |
| 8.     | Sipos Tamás Szabó Ádám                                                                                           | Szereplők: - Nemazalány - Galambos Dorina - Janicsák Veca - Király Viktor - Horváth Tamás - Muri Enikő - Kállay-Saunders András - Kocsis Tibor - Völgyi Zsuzsi - Kozma Orsi - Nótár Mary - Vastag Csaba - Varga Viktor - Veréb Tamás - Mészáros Árpád Zsolt - Vásáry André - Pintér Tibor - Nagy Adri - Vavra Bence - Szandi - Péterffy Lili - Freddie - Wolf Kati - Dér Heni |
| 9.     | Pál Dénes Vastag Tamás                                                                                           | Szereplők: - Nemazalány - Galambos Dorina - Janicsák Veca - Király Viktor - Horváth Tamás - Muri Enikő - Kállay-Saunders András - Kocsis Tibor - Völgyi Zsuzsi - Kozma Orsi - Nótár Mary - Vastag Csaba - Varga Viktor - Veréb Tamás - Mészáros Árpád Zsolt - Vásáry André - Pintér Tibor - Nagy Adri - Vavra Bence - Szandi - Péterffy Lili - Freddie - Wolf Kati - Dér Heni |
| 10.    | Pál Dénes Vastag Tamás                                                                                           | Szereplők: - Nemazalány - Galambos Dorina - Janicsák Veca - Király Viktor - Horváth Tamás - Muri Enikő - Kállay-Saunders András - Kocsis Tibor - Völgyi Zsuzsi - Kozma Orsi - Nótár Mary - Vastag Csaba - Varga Viktor - Veréb Tamás - Mészáros Árpád Zsolt - Vásáry André - Pintér Tibor - Nagy Adri - Vavra Bence - Szandi - Péterffy Lili - Freddie - Wolf Kati - Dér Heni |
| 11.    | Tolvai Renáta Zámbó Krisztián                                                                                    | Szereplők: - Nemazalány - Galambos Dorina - Janicsák Veca - Király Viktor - Horváth Tamás - Muri Enikő - Kállay-Saunders András - Kocsis Tibor - Völgyi Zsuzsi - Kozma Orsi - Nótár Mary - Vastag Csaba - Varga Viktor - Veréb Tamás - Mészáros Árpád Zsolt - Vásáry André - Pintér Tibor - Nagy Adri - Vavra Bence - Szandi - Péterffy Lili - Freddie - Wolf Kati - Dér Heni |
| 12.    | Tolvai Renáta Zámbó Krisztián                                                                                    | Szereplők: - Nemazalány - Galambos Dorina - Janicsák Veca - Király Viktor - Horváth Tamás - Muri Enikő - Kállay-Saunders András - Kocsis Tibor - Völgyi Zsuzsi - Kozma Orsi - Nótár Mary - Vastag Csaba - Varga Viktor - Veréb Tamás - Mészáros Árpád Zsolt - Vásáry André - Pintér Tibor - Nagy Adri - Vavra Bence - Szandi - Péterffy Lili - Freddie - Wolf Kati - Dér Heni |
| 13-16. | Emilio Hevesi Tamás Király Linda Orsovai Reni                                                                    | Szereplők: - Nemazalány - Galambos Dorina - Janicsák Veca - Király Viktor - Horváth Tamás - Muri Enikő - Kállay-Saunders András - Kocsis Tibor - Völgyi Zsuzsi - Kozma Orsi - Nótár Mary - Vastag Csaba - Varga Viktor - Veréb Tamás - Mészáros Árpád Zsolt - Vásáry André - Pintér Tibor - Nagy Adri - Vavra Bence - Szandi - Péterffy Lili - Freddie - Wolf Kati - Dér Heni |
| 17-24. | Cserpes Laura Dallos Bogi Keresztes Ildikó Kiss Ernő Zsolt Opitz Barbi Sári Évi Trap kapitány Völgyesi Gabriella | Szereplők: - Nemazalány - Galambos Dorina - Janicsák Veca - Király Viktor - Horváth Tamás - Muri Enikő - Kállay-Saunders András - Kocsis Tibor - Völgyi Zsuzsi - Kozma Orsi - Nótár Mary - Vastag Csaba - Varga Viktor - Veréb Tamás - Mészáros Árpád Zsolt - Vásáry André - Pintér Tibor - Nagy Adri - Vavra Bence - Szandi - Péterffy Lili - Freddie - Wolf Kati - Dér Heni |

## Kapcsolódó műsorok

### Sztárban sztár Afterparty
A harmadik évad során Sztárban sztár Afterparty címmel volt látható a show-műsor háttérműsora a Super TV2-n, Till Attila műsorvezetésével. A műsor élőben jelentkezett a Sztárban sztár stúdiójából, közvetlenül annak adásai után. Az afterparty-n a versenyzők, a zsűritagok és meghívott vendégek beszélték át az adott élő show történéseit, valamint a nézők szavazhattak a jövő heti közös dalról.

### Sztárban sztár +1 kicsi
2016. november 27-én indult el a Super TV2-n a Sztárban sztár +1 kicsi, amelynek műsorfolyamában a korábbi Sztárban sztár évadok énekesei és ismert gyermektehetségek változnak át és adnak elő közösen, nemzetközi és hazai slágereket.

### Sztárban sztár leszek!
2019. április 18-án a TV2 bejelentette, hogy Sztárban sztár leszek! címmel új tehetségkutatót indít. Ebben a műsorban már a hírességek helyett civilek mutathatják meg, hogy mennyire hasonlítanak egy énekesre. Az első évad első válogató adása 2019. szeptember 1-jén került képernyőre, a döntő pedig november 24-én. 
2019. november 6.-án a TV2 bejelentette, hogy 2020 őszén képernyőre kerül a műsor második évada, azonban a COVID–19 koronavírus-járvány miatt 2021-re halasztották, helyette az eredeti Sztárban sztár hetedik évada volt látható. A második évad első válogatója 2021. szeptember 4-én, a döntő pedig november 21-én került képernyőre. 
2021. november 14-én, a második évad elődöntőjében bejelentette a műsorvezető, Till Attila, hogy 2022 őszén érkezik a műsor harmadik évada. A harmadik évad első válogatója 2022. szeptember 4-én, a döntő december 11-én került képernyőre.
2022. október 20-án Fischer Gábor, a TV2 Csoport programigazgatója a Big Picture szakmai konferencián bejelentette, hogy 2023. őszén képernyőre kerül a műsor negyedik évada.

### Sztárban sztár a javából
A hetedik évadnak volt egy különkiadása az első hat adás legjobb pillanataiból összeállítva 2020. október 10-én 16:50-től Sztárban sztár a javából címmel, valamint egy szilveszteri különkiadás is látható volt Sztárban sztár a javából – 2020 szilveszter címmel december 31-én, szilveszter este 21:25-től éjfélig.

### Tények Plusz Sztárban sztár leszek! különkiadás
A Sztárban sztár leszek! felvezető műsora a második évadtól.

### Tények Plusz Sztárban sztár különkiadás
A Sztárban sztár felvezető műsora a kilencedik évadban.

## Átlagnézettség
A +4-es adatok a teljes lakosságra, a 18–59-es adatok a célközönségre vonatkoznak.
| Évad | Sugárzás                             | Adások száma | Teljes lakosság (+4) | Teljes lakosság (+4) | Célközönség (18–49) | Célközönség (18–49) |
| Évad | Sugárzás                             | Adások száma | AMR (fő)             | SHR (%)              | AMR (fő)            | SHR (%)             |
| ---- | ------------------------------------ | ------------ | -------------------- | -------------------- | ------------------- | ------------------- |
| 1.   | péntek 21:25                         | 8            | 1 020 769            | 30,66                | 420 692             | 29,21               |
| 2.   | vasárnap 19:00                       | 8            | 1 509 457            | 30,99                | 827 989             | 29,60               |
| 3.   | vasárnap 18:55                       | 10           | 1 644 563            | 33,05                | 849 507             | 30,15               |
| 4.   | vasárnap 18:50                       | 10           | 1 249 726            | 27,73                | 595 142             | 24,63               |
| 5.   | vasárnap 18:50                       | 10           | 1 156 849            | 26,21                | 559 144             | 23,92               |
| 6.   | vasárnap 18:55                       | 10           | 840 247              | 19,17                | 377 650             | 16,28               |
| 7.   | vasárnap 18:50                       | 11           | 842 649              | 19,74                | 406 738             | 18,60               |
| 8.   | vasárnap 18:55 szombat 19:30 (Döntő) | 9            | 869 157              | 20,10                | 407 543             | 17,83               |
| 9.   | vasárnap 19:30                       | 8            | 938 342              | 23,16                | 414 453             | 19,33               |
| 10.  | szombat 19:30                        | 9            | 795 252              | 22,26                | 305 423             | 16,80               |

- Forrás: Nézettségi adatok. BrandTrend.hu[halott link]

## A műsor díjai
- Story Ötcsillag-díj (2014) – Az év leg-leg-legje
- Magyar Televíziós Újságírók Díja (2014) – A legjobb nagyszabású show-műsor
- Kamera Korrektúra (2014) – A legjobb szórakoztató és zenei tévéműsor
- Story Ötcsillag-díj (2015) – Az év televíziós produkciója
- Magyar Televíziós Újságírók Díja (2015) – A legjobb nagyszabású show-műsor
- Story Ötcsillag-díj (2016) – Az év leg-leg-legje
- Magyar Televíziós Újságírók Díja (2016) – A legjobb nagyszabású show-műsor
- Kamera Korrektúra (2016) – A legjobb szórakoztató és zenei tévéműsor
- Story Ötcsillag-díj (2017) – Az év televíziós produkciója